# Strzelectwo na Igrzyskach Panamerykańskich 2011
Strzelectwo na Igrzyskach Panamerykańskich 2011 odbywało się w dniach 16–22 października 2011 roku w Club Cinegético Jalisciense w Zapopan i na Polígono Panamericano de Tiro w Tlaquepaque. Dwustu czterdziestu siedmiu zawodników obojga płci rywalizowało łącznie w piętnastu konkurencjach.

## Podsumowanie

### Klasyfikacja medalowa
| Klasyfikacja medalowa | Klasyfikacja medalowa | Klasyfikacja medalowa | Klasyfikacja medalowa | Klasyfikacja medalowa | Klasyfikacja medalowa |
| Miejsce               | państwo               | Złoto                 | Srebro                | Brąz                  | Razem                 |
| --------------------- | --------------------- | --------------------- | --------------------- | --------------------- | --------------------- |
| 1                     | Stany Zjednoczone     | 10                    | 4                     | 4                     | 18                    |
| 2                     | Gwatemala             | 2                     | 0                     | 0                     | 2                     |
| 3                     | Kuba                  | 1                     | 4                     | 1                     | 6                     |
| 4                     | Kanada                | 1                     | 1                     | 0                     | 2                     |
| 5                     | Brazylia              | 1                     | 0                     | 5                     | 6                     |
| 6                     | Wenezuela             | 0                     | 1                     | 2                     | 3                     |
| 7                     | Argentyna             | 0                     | 1                     | 1                     | 2                     |
| =                     | Chile                 | 0                     | 1                     | 1                     | 2                     |
| 9                     | Kolumbia              | 0                     | 1                     | 0                     | 1                     |
| =                     | Portoryko             | 0                     | 1                     | 0                     | 1                     |
| =                     | Trynidad i Tobago     | 0                     | 1                     | 0                     | 1                     |
| 12                    | Meksyk                | 0                     | 0                     | 1                     | 1                     |
| Razem                 | Razem                 | 15                    | 15                    | 15                    | 45                    |

### Medaliści
| Karabin pneumatyczny 10 m    | Matthew Rawlings | Jonathan Hall      | Gonzalo Moncada      |
| Karabin trzy postawy 50 m    | Jason Parker     | Matthew Wallace    | Bruno Heck           |
| Karabin leżąc 50 m           | Michael McPhail  | Alex Suligoy       | Jason Parker         |
| Pistolet pneumatyczny 10 m   | Daryl Szarenszki | Roger Daniel       | Júlio Almeida        |
| Pistolet szybkostrzelny 25 m | Emił Milew       | Juan Pérez         | Franco Di Mauro      |
| Pistolet sportowy 50m        | Sergio Sánchez   | Daryl Szarenszki   | Júlio Almeida        |
| Trap                         | Jean Pierre Brol | Danilo Caro        | Roberto Schmits      |
| Trap podwójny                | Walton Eller     | José Torres        | Luiz da Graça        |
| Skeet                        | Vincent Hancock  | Guillermo Torres   | Juan Rodríguez       |
| Kobiety                      |                  |                    |                      |
| Karabin pneumatyczny 10 m    | Emily Carusi     | Eglys de la Cruz   | Rosa del Carmen Peña |
| Karabin trzy postawy 50 m    | Dianelys Pérez   | Eglys de la Cruz   | Sarah Beard          |
| Pistolet pneumatyczny 10 m   | Dorothy Ludwig   | Maribel Pineda     | Sandra Uptagrafft    |
| Pistolet sportowy 25m        | Ana Luiza Mello  | Sandra Uptagrafft  | Maribel Pineda       |
| Trap                         | Miranda Wilder   | Lindsay Boddez     | Kayle Browning       |
| Skeet                        | Kimberley Rhode  | Francisca Crovetto | Melisa Gil           |